# William Riley McKeen

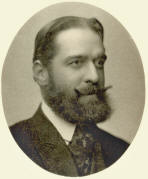
William Riley McKeen um 1910

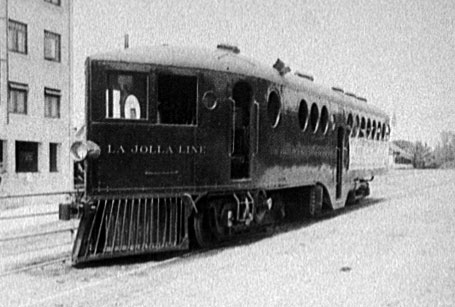
McKeen-Triebwagen in Kalifornien um 1910

William Riley McKeen (* 2. Oktober 1869 in Terre Haute, Vigo County, Indiana; † 19. Oktober 1946 in Santa Barbara, Kalifornien) war ein US-amerikanischer Ingenieur. 
Bei der Union Pacific Railroad war er als „Superintentent of Motive Power and Machinery“ (etwa „Abteilungsleiter für Antriebskraft und Maschinerie“) angestellt. Im Auftrag seines Chefs Edward Henry Harriman entwickelte er einen Benzintriebwagen mit mechanischer Kraftübertragung. Unterstützt von Harriman, machte er sich dann mit der Produktion dieses McKeen-Triebwagens selbständig.
Der anfänglich große wirtschaftliche Erfolg versiegte, weil er die Kinderkrankheiten dieses innovativen Fahrzeugs nicht in den Griff bekam.
Nachdem die Union Pacific seine Firma liquidiert hatte, zog er sich als Farmer nach Kalifornien zurück.

## Nachweise
1. ↑  Lebensdaten William McKeens siehe Family 2 – Children
2. ↑  Todesjahr nach anderen Angaben 1944

| Personendaten    | Personendaten                     |
| ---------------- | --------------------------------- |
| NAME             | McKeen, William Riley             |
| KURZBESCHREIBUNG | US-amerikanischer Ingenieur       |
| GEBURTSDATUM     | 2. Oktober 1869                   |
| GEBURTSORT       | Terre Haute, Vigo County, Indiana |
| STERBEDATUM      | 19. Oktober 1946                  |
| STERBEORT        | Santa Barbara, Kalifornien        |